# تاکاتوئو، ناگانو

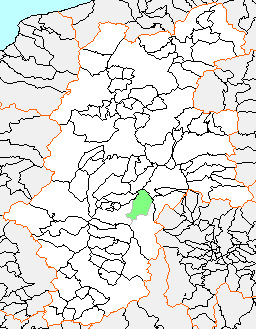

تاکاتوئو-ماچی، تاکاتوئو، ناگانو (به ژاپنی: 高遠町, Takatō-machi)،  یکی  از شهرک‌ها در ژاپن  در ناحیه کامینا، ناگانو در استان ناگانو در ژاپن است.